# Mercado Municipal (Dili)

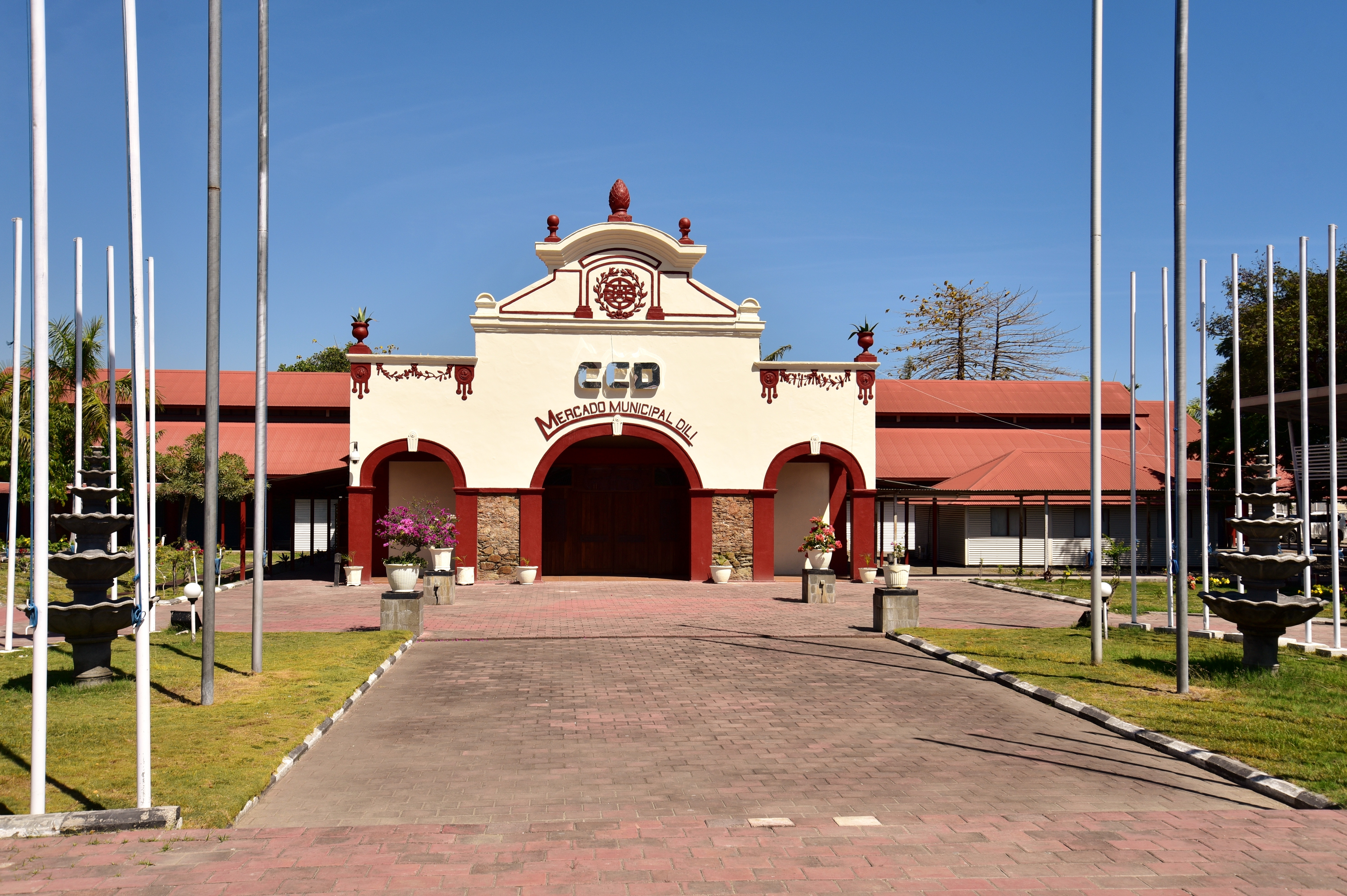
Der Mercado Municipal in Dili

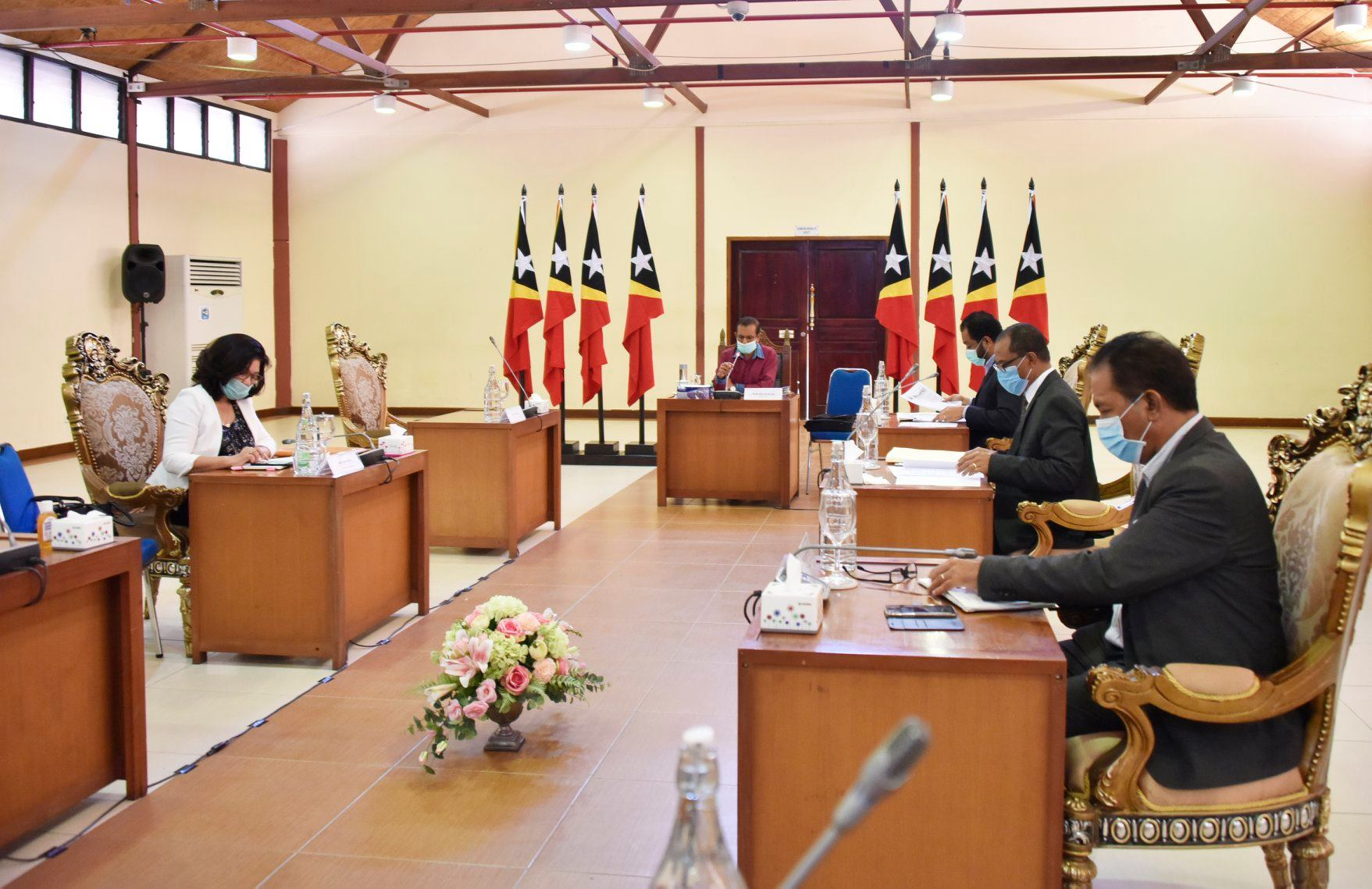
Ab Ende März 2020 fanden die Kabinettssitzungen, während der COVID-19-Pandemie in Osttimor im CCD statt, um Abstand halten zu können

Der Mercado Municipal (Stadtmarkt, heute auch Centro de Convenções de Díli CCD) von Osttimors Hauptstadt Dili ist ein Gebäude aus der portugiesischen Kolonialzeit. Er liegt im Stadtteil Borohun (Suco Caicoli, Verwaltungsamt Vera Cruz), gegenüber dem Nationalstadion.
Das Gebäude wurde erst in den letzten Jahrzehnten der Portugiesen auf Timor errichtet, bevor sie 1975 das Land verließen. Während der indonesischen Operation Donner 1999 wurde das Gebäude bis auf die Fassade des Portals völlig zerstört. Nur die Vorderfront des Gebäudes blieb stehen, die Marktleute boten ihre Waren dann auf dem Boden des Geländes an. Im Mai 2000 wurde der Markt aus hygienischen Gründen geschlossen und der Markt von Taibesi gegründet. Seit dem Wiederaufbau des rot-weißen Gebäudes des Mercado Municipal dient es als Messe- und Konferenzzentrum. Oberhalb des Hauptportals und dem Schriftzug „MERCADO MUNICIPAL DILI“ ist das Wappen Portugals abgebildet.

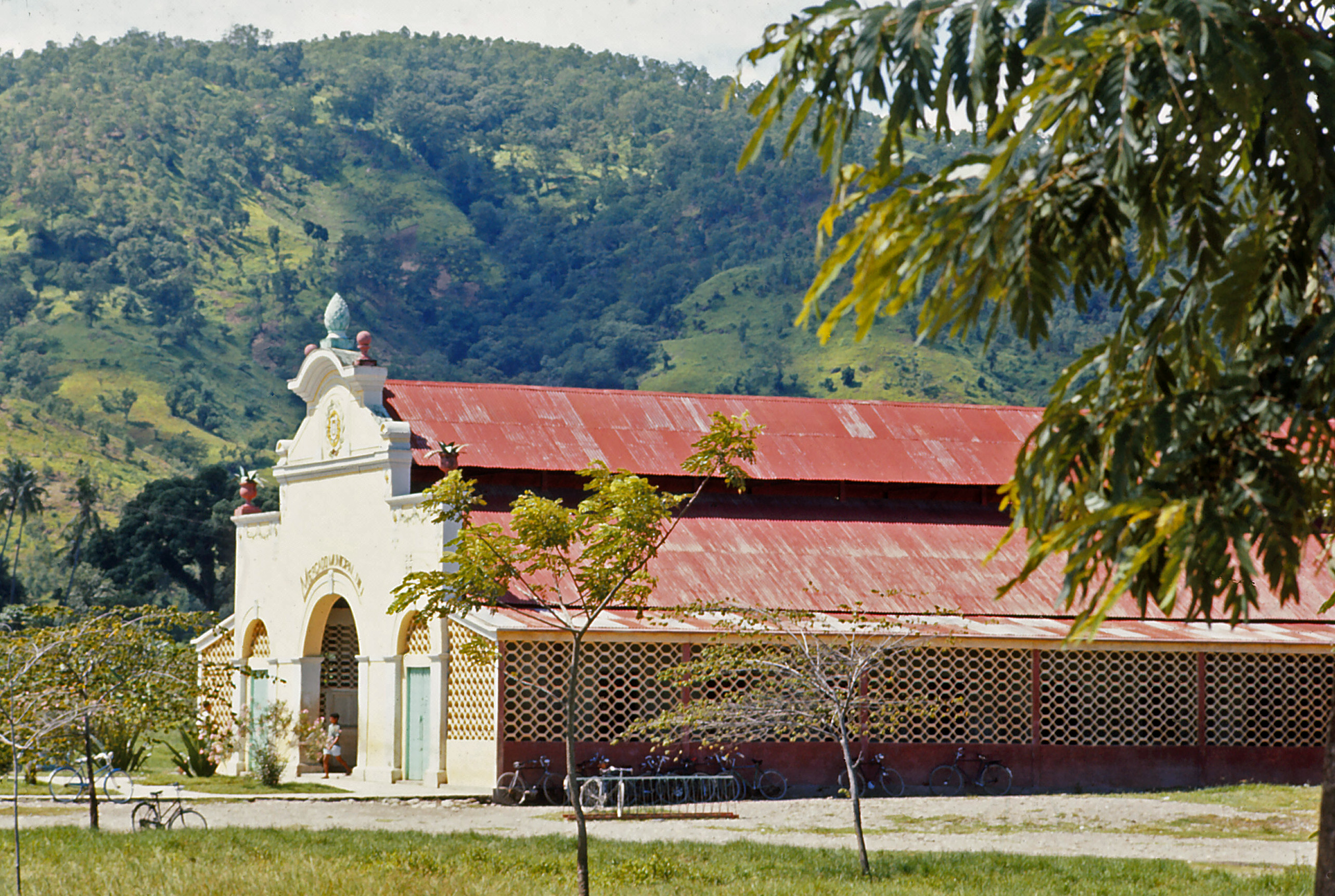
1971
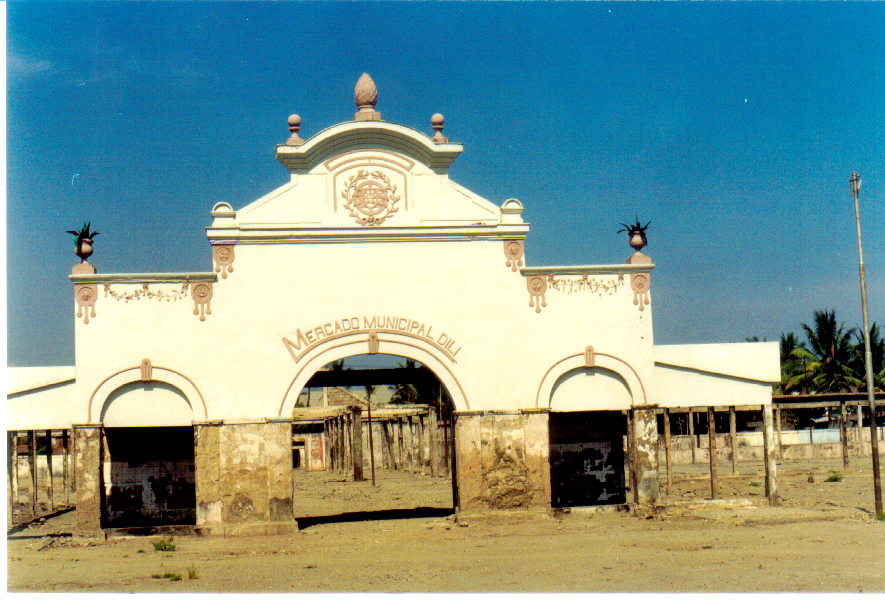
Nach der Zerstörung im Jahr 1999
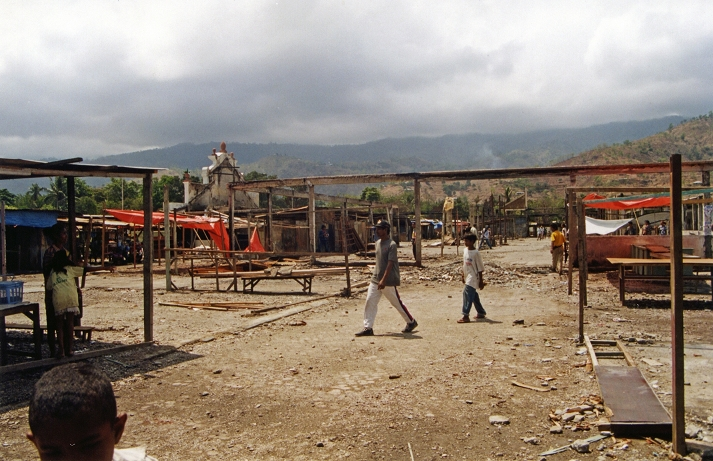
1999
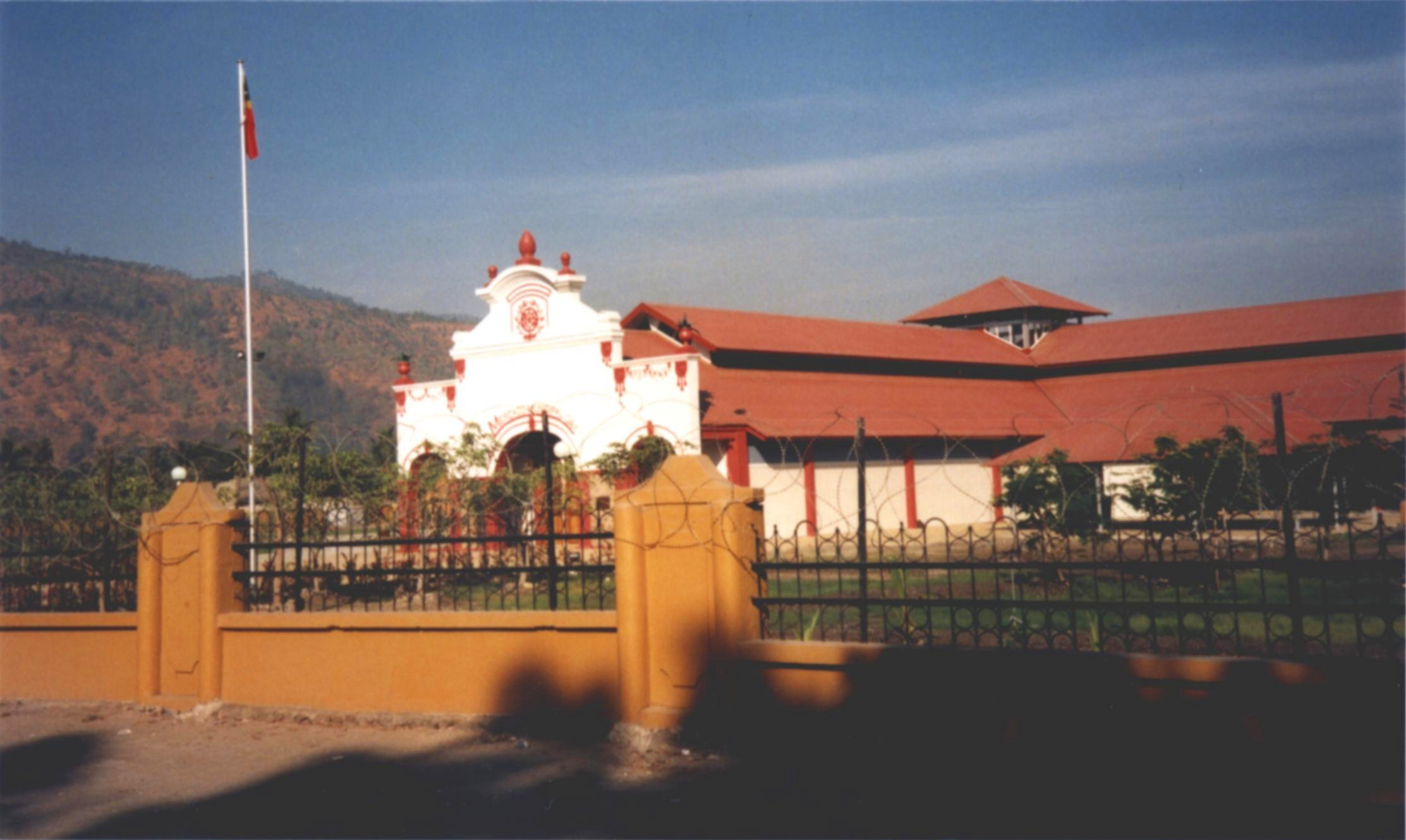
Nach dem Wiederaufbau (2002)
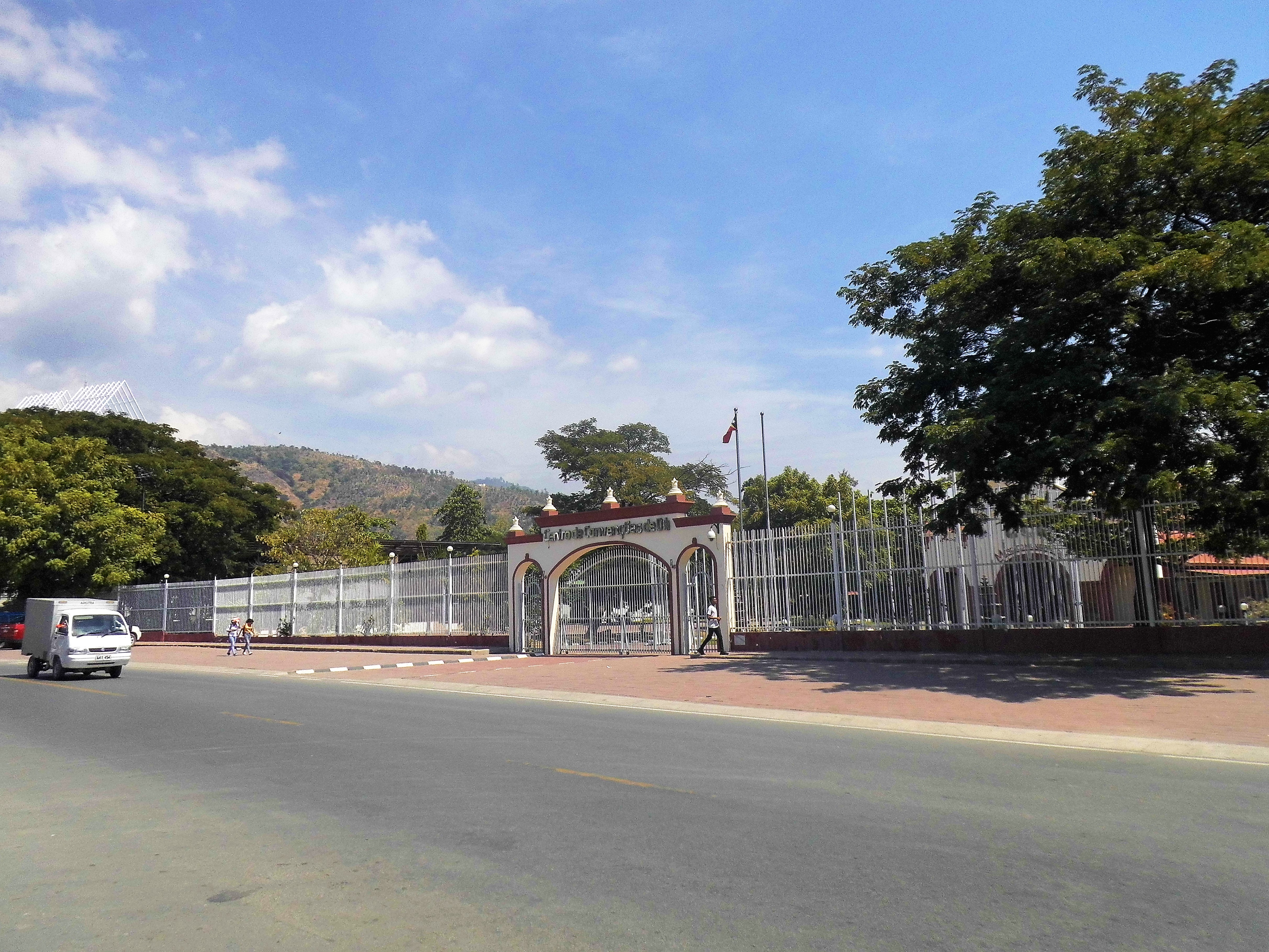
Die hohe Einzäunung und Eingangstor wurden erst später hinzugefügt

Durch den kreuzförmigen Grundriss des Gebäudes entstehen vier Halbhöfe. Auf die vier Flügel wurden früher die verschiedenen Warengruppen aufgeteilt. Im Zentrum kann man zwischen den vier Bereichen direkt wechseln. Zwischen den beiden Ebenen des doppelten Satteldachs liegen Fenster, die den Innenbereich mit Luft und Licht versorgen, starke Regenfälle aber abhalten. Der Eingang besteht aus einem Hauptportal und zwei Seitenportalen, mit insgesamt sechs Säulen.